# William Perkins Black
William Perkins Black (ur. 11 listopada 1842, zm. 3 stycznia 1916) – wojskowy amerykański, weteran wojny secesyjnej.
Za męstwo wykazane podczas bitwy pod Pea Ridge, gdzie w randze kapitana walczył w 37. Ochotniczym Pułku Piechoty Illinois, został uhonorowany Medalem Honoru. To najwyższe odznaczenie wojskowe w Stanach Zjednoczonych otrzymał również jego brat, John Charles Black, za odwagę wykazaną podczas bitwy pod Prairie Grove.